# Trophée des Bastides
Le Trophée des Bastides est une course cycliste française disputée au mois de mars autour de Sainte-Livrade-sur-Lot, dans le département de Lot-et-Garonne. Créée en 1995,, elle est organisée par le Vélo Club Livradais.
Des cyclistes réputés comme Blel Kadri ou Tanel Kangert figurent notamment au palmarès. Jean Mespoulède y détient le record de victoires, avec trois succès obtenus en 2009, 2010 et 2016. Faute de moyens, l'épreuve n'est plus organisée après 2018,.

## Palmarès
| Année | Vainqueur               | Deuxième             | Troisième          |
| ----- | ----------------------- | -------------------- | ------------------ |
| 1995  | Igor Pavlov             | Philippe Bordenave   | Florent Brard      |
| 1996  | Stéphane Augé           | Didier Labourdette   | Laurent Guichardet |
| 1997  | Gilles Dubois           | Tomasz Kaszuba       | Christophe Dupèbe  |
| 1998  | Yannick Gabaud          | Didier Virvaleix     | Daniel Guillon     |
| 1999  | Stéphane Diemunsch      | Éric Philip          | Antoine Pereira    |
| 2000  | Lionel Chatelas         |                      |                    |
| 2001  | Julien Schick           | Fabien Fraissignes   | Serge Canouet      |
| 2002  | Lionel Brignoli         | Jacques Bogdanski    | Mathieu Geniez     |
| 2003  | Fabien Rey              | Fabien Fraissignes   | Éric Pascal        |
| 2004  | Yann Huguet             | Fabien Rey           | Guillaume Soula    |
| 2005  | Tony Huet               | Tomasz Kaszuba       | Jakub Oborski      |
| 2006  | Tanel Kangert           | Nicolas Batan        | Julien Berreterot  |
| 2007  | Blel Kadri              | Grzegorz Kwiatkowski | Gilles Canouet     |
| 2008  | Lionel Brignoli         | Romain Naibo         | Gaël Desriac       |
| 2009, | Jean Mespoulède         | Carl Naibo           | Mickaël Szkolnik   |
| 2010  | Jean Mespoulède         | Grzegorz Kwiatkowski | Maxime Martin      |
| 2011  | Carl Naibo              | Grzegorz Kwiatkowski | Alexis Guérin      |
| 2012  | Fabien Patanchon        | Mickaël Larpe        | Yohan Soubes       |
| 2013  | Julien Schick           | Fabien Fraissignes   | Damien Branaa      |
| 2014  | Jauffrey Bétouigt-Suire | Guillaume De Almeida | Quentin Pacher     |
| 2015  | Guillaume De Almeida    | Stéphane Poulhiès    | Romain Campistrous |
| 2016, | Jean Mespoulède         | Loïc Herbreteau      | Yohan Soubes       |
| 2017  | Bruno Armirail          | Stefan Bennett       | Sébastien Pillon   |
| 2018  | Stéphane Poulhiès       | Ayumu Watanabe       | Florian Villette   |